# La Clause du salaire
La Clause du salaire (titre original : Paycheck) est une nouvelle de Philip K. Dick parue en juin 1953 dans le magazine Imagination.

## Résumé
Jennings, un ingénieur en électronique, accepte un contrat secret avec Rethrick Construction. Les termes du contrat exigent qu'il travaille pendant deux ans sur un projet secret, après quoi sa mémoire sera effacée en échange d'une importante somme d'argent. À son réveil, tout ne se passe pas comme prévu.

## Postérité
Le film Paycheck (2003) est librement  basé sur cette nouvelle.